# Samuel Heinicke
Samuel Heinicke (10 de abril de 1727 - 30 de abril de 1790 en la actual Schkölen) fue un educador de origen alemán. Creó sistemas de educación para sordos.

## Biografía
Nació el 10 de abril de 1727 y falleció el 30 de abril de 1790 en Nautschutz (hoy ciudad Schkölen en Zschorgula, Weißenfels; Sajonia, Alemania). Dirigió su propia escuela de sordos hasta su muerte. Su mujer y un maestro de su confianza continuaron su labor tras su muerte.
Tuvo una vida agitada. Fue granjero con su padre, militar y desertor de la guerra. Era un apasionado profesor. En 1769 volcó sus esfuerzos pedagógicos en un joven sordo de la zona de Hamburgo con éxito. Esto le trajo fama y le permitió crear una escuela y tener un medio de vida. En 1777 se casó con Johanna Maria Elisabeth Kracht, que tenía dos hermanos sordos, y fundó una institución que en el 2012 aún pervive, el Instituto de Leipzig (la Samuel-Heinicke-Schule Leipzig en alemán).
Fue el primer maestro para sordos en Alemania. Fundó la primera escuela para sordos de ese país. Era un convencido oralista, pero no dudaba en usar la Lengua de señas y material gráfico para lograr sus objetivos con sus alumnos, esto es, inculcarles conceptos y conocimientos.